# Distretto di Rîșcani
Il distretto di Rîșcani è uno dei 32 distretti della Moldavia, il capoluogo è la città di Rîșcani.

## Società

### Evoluzione demografica
In base ai dati del censimento, la popolazione è così divisa dal punto di vista etnico:
| Etnia       | Abitanti | %     |
| ----------- | -------- | ----- |
| Moldavi     | 50.391   | 72,55 |
| Ucraini     | 15.632   | 22,51 |
| Russi       | 1.726    | 2,48  |
| Gagauzi     | 60       | 0,08  |
| Bulgari     | 61       | 0,08  |
| Rumeni      | 777      | 1,12  |
| Altre etnie | 807      | 1.16  |

Tra gli abitanti segnalati come altre etnie, 602 sono Rom

## Geografia antropica

### Suddivisioni amministrative
Il distretto è formato da 2 città e 26 comuni:

#### Città
1. Rîșcani
2. Costești

#### Comuni
1. Alexăndrești
2. Aluniș
3. Borosenii Noi
4. Braniște
5. Corlăteni
6. Duruitoarea Nouă
7. Gălășeni
8. Grinăuți
9. Hiliuți
10. Horodiște
11. Malinovscoe
12. Mihăileni
13. Nihoreni
14. Petrușeni
15. Pîrjota
16. Pociumbăuți
17. Pociumbeni
18. Răcăria
19. Recea
20. Singureni
21. Sturzeni
22. Șaptebani
23. Șumna
24. Vasileuți
25. Văratic
26. Zăicani